# بيل رمزي
بيل رمزي (بالألمانية: Bill Ramsey)‏ (و. 1931 – م) هو ممثل، وموسيقي، ومغن، وصحفي، ومقدم برامج إذاعية من ألمانيا . ولد في سينسيناتي، أوهايو .

## روابط خارجية
- بيل رمزي على موقع IMDb (الإنجليزية)
- بيل رمزي على موقع مونزينجر (الألمانية)
- بيل رمزي على موقع ميوزك برينز (الإنجليزية)
- بيل رمزي على موقع أول موفي (الإنجليزية)
- بيل رمزي على موقع قاعدة بيانات الأفلام السويدية (السويدية)
- بيل رمزي على موقع أول ميوزيك (الإنجليزية)
- بيل رمزي على موقع ديسكوغز (الإنجليزية)
- بيل رمزي على موقع قاعدة بيانات الفيلم (الإنجليزية)
- بيل رمزي على موقع كينوبويسك (الروسية)